# أنطونيو كارلوس دوس سانتوس
أنطونيو كارلوس دوس سانتوس (بالبرتغالية: Antônio Carlos dos Santos‏) هو لاعب كرة قدم برازيلي، ولد في 3 أكتوبر 1979 في Guaíra, Paraná ‏ في البرازيل. لعب مع نادي ثون ونادي سيون ونادي شافهاوزن ونادي غراسهوبر زيوريخ ونادي فينترتور.

## وصلات خارجية
- أنطونيو كارلوس دوس سانتوس على موقع قاعدة بيانات كرة القدم.إي يو (الإنجليزية)
- أنطونيو كارلوس دوس سانتوس على موقع Soccerway.com (الإنجليزية)
- أنطونيو كارلوس دوس سانتوس على موقع عالم كرة القدم.نت (الإنجليزية)